# No one can love you like I do
No one can love you like I do is de debuutsingle van Patricia Paay uit 1966; in die tijd trad ze nog op onder haar voornaam Patricia. Het nummer werd geschreven door Joop Portengen en Mel Andy.
Op de B-kant staat het nummer Nothing lasts forever. Beide nummers kwamen toen nog niet uit op een reguliere elpee. De A-kant stond jaren later wel op haar compilatiealbum Good for gold (1996).
In 1966 zei ze in een interview dat ze altijd iemand in de gedachte hield als ze dit nummer zong, al had ze daar niet een persoon in het bijzonder voor in gedachte.
Haar contract voor deze en volgende singles dankte ze aan een bezoek van Willem Duys samen met impresario Lou van Rees, eerder aan haar optreden in de Seven Club in Amsterdam.